# NGC 982
NGC 982 ist eine spiralförmige Radiogalaxie vom Hubble-Typ Sa im Sternbild Andromeda am Nordsternhimmel. Sie ist schätzungsweise 265 Millionen Lichtjahre von der Milchstraße entfernt und hat einen Durchmesser von etwa 100.000 Lichtjahren. Vom Sonnensystem aus entfernt sich das Objekt mit einer errechneten Radialgeschwindigkeit von näherungsweise 5.800 Kilometern pro Sekunde. Wahrscheinlich bildet sie gemeinsam mit NGC 980 ein gebundenes Galaxienpaar. 
Das Objekt wurde am 17. Oktober 1786 von Wilhelm Herschel entdeckt.

## Galaktisches Umfeld
| Nr. | Galaxie          | Alternativname          | Rek          | Dek          | Distanz/asec |
| --- | ---------------- | ----------------------- | ------------ | ------------ | ------------ |
| →   | NGC 982          | LEDA/PGC 9838           | 02h35m24.87s | +40d52m11.0s | 0            |
| 1   | LEDA/PGC 9849    | UGC 2068                | 02h35m26.63s | +40d53m39.9s | 91.26        |
| 2   | LEDA/PGC 2173014 | 2MASX J02352608+4055319 | 02h35m26.10s | +40d55m32.1s | 201.58       |
| 3   | NGC 980          | LEDA/PGC 9831           | 02h35m18.56s | +40d55m35.4s | 216.53       |
| 4   | LEDA/PGC 2172817 | 2MASX J02361571+4054436 | 02h36m15.71s | +40d54m43.7s | 596.27       |
| 5   | LEDA/PGC 9825    | UGC 2058                | 02h34m53.37s | +41d07m06.9s | 964.52       |
| 6   | LEDA/PGC 2175496 | 2MASX J02361607+4105116 | 02h36m16.06s | +41d05m11.4s | 972.27       |